# Wolfgang Lötzsch

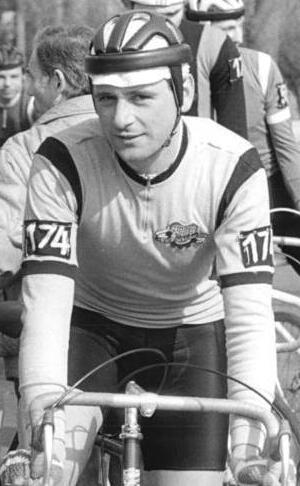
Wolfgang Lötzsch (1988)

Wolfgang Lötzsch (* 18. Dezember 1952 in Chemnitz) ist ein ehemaliger deutscher Radrennfahrer.

## Leben und Sportliche Laufbahn
Wolfgang Lötzsch begann 1965 mit dem Radsport. Nachdem er bei einem Tourenradrennen den 2. Platz belegt hatte, trat er dem SC Karl-Marx-Stadt bei und wurde Straßenradsportler.
Schon in früher Jugend galt Lötzsch als eines der größten Radsport-Talente der DDR. Zwei Titel gewann er bei den Rennen der Kinder- und Jugendspartakiade 1970. Aufgrund politischer Bedenken der DDR-Sportfunktionäre wurde Lötzsch 1972 jedoch aus dem SC Karl-Marx-Stadt „ausdelegiert“. Gründe hierfür waren wohl insbesondere seine Kontakte zu Westverwandten – sein Cousin Dieter Wiedemann hatte sich 1964 in den Westen abgesetzt – sowie seine Weigerung, in die SED einzutreten. Dies bedeutete die faktische Rückstufung zum Hobby-Sportler: Lötzsch wurde aus dem staatlichen Fördersystem ausgeschlossen. Er startete für verschiedene Betriebssportgemeinschaften (Aufbau Centrum Leipzig, Wismut Karl-Marx-Stadt, Motor Ascota Karl-Marx-Stadt) in den für die BSG-Fahrer ausgeschriebenen Wettbewerben und in bestimmten Rennen innerhalb der DDR (Ausschreibungskategorie „DDR-offen“). Wichtige internationale Rennen wie die Friedensfahrt oder die Weltmeisterschaft blieben ihm dagegen versperrt. 1976 wurde er wegen „Staatsverleumdung“ zu zehn Monaten Gefängnis verurteilt, die er im Karl-Marx-Städter Kaßberg-Gefängnis verbrachte. In der Zelle von 8 m² absolvierte er täglich sein Trainingsprogramm. Hierzu gehörten unter anderem Liegestütze und 5000 Kniebeugen. Danach war Lötzsch bis 1979 für internationale Radrennen gesperrt. 1985 trat er doch noch der SED bei, da er dies als einzige Möglichkeit sah, wieder an größeren Wettkämpfen teilzunehmen. Beim Lesen seiner 2000 Seiten umfassenden Stasi-Akte nach der politischen Wende erfuhr er, dass er von bis zu 50 inoffiziellen Stasi-Mitarbeitern observiert wurde.

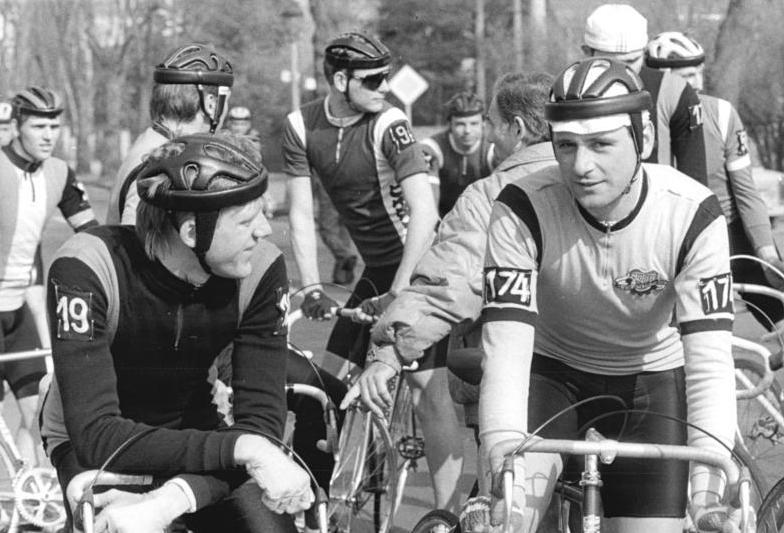
Wolfgang Lötzsch (rechts) im Gespräch mit Gus-Erik Schur am 3. April 1988 vor dem Start des Straßenrennens Berlin–Leipzig

Zweifellos gehörte Wolfgang Lötzsch während der 1970er und 1980er Jahre zu den besten Radsportlern der DDR. Den für ihn zugänglichen Amateurbereich der BSG-Sportler dominierte Lötzsch während dieser Zeit nach Belieben und gewann rund 30 Mal die „DDR-Bestenermittlung“ (Meisterschaft für BSG-Sportler) auf Bahn und Straße, sowie 1981 und 1982 auch den Titel im Querfeldeinrennen. Seine Dominanz zeigte sich auch darin, dass er die Jahreswertungen der BSG-Auswahlrennen bis 1985 sechsmal (1979, 1981–85) gewann.  Bei seinen wenigen Teilnahmen an prominenteren Rennen konnte Lötzsch einige wichtige Erfolge feiern. 1972 und 1974 gewann er die Woche des internationalen Radsports der DDR, 1974 und 1983 den Klassiker Rund um Berlin, 1973, 1974 und 1986 den Tribüne Bergpreis, 1985 Berlin–Cottbus–Berlin sowie 1986 das damals weltlängste Amateurradrennen Prag–Karlovy Vary–Prag (250 km). 1987 und 1988 siegte er im Etappenrennen Csepel-Cup in Ungarn.
Auf der Bahn wurde er 1973 und 1974 DDR-Meister in der 4000-m-Einerverfolgung. Noch 1986 holte er hinter Olaf Ludwig und Uwe Ampler Bronze bei der DDR-Straßenmeisterschaft. Im Dezember 1987 gelang ihm bei einem Querfeldeinrennen in Crimmitschau der 500. Sieg seiner Laufbahn. Lötzsch siegte 1989 zum Saisonauftakt im Rennen Berlin–Bad Freienwalde–Berlin und im Großen Diamant-Preis.
In den Jahren 1990 bis 1992 war er durch Vermittlung von Rudi Altig für den Hannoverschen RC in der Rad-Bundesliga aktiv und gewann 1990 mit diesem Verein im 100-km-Straßenvierer die Deutsche Meisterschaft. Sein letztes Rennen bestritt Lötzsch im Alter von 42 Jahren 1995 in Chemnitz, in diesem errang er den 550. Sieg seiner Karriere. Am 29. Januar 2014 erfolgte in Zwickau die Gründung des Wolfgang Lötzsch-Nachwuchsteams. Dort ist Lötzsch auch als Nachwuchstrainer aktiv.

## Berufliches
Anstellungen in Zeitfolge:
- Chemnitzer Polizeisportverein (CPSV), als Trainer in der Sektion Radsport
- Team Nürnberger, als Mechaniker
- Team Gerolsteiner, als Mechaniker
- Bis Januar 2008 arbeitete Lötzsch als Mechaniker beim Team Milram.
- 2011–2013 arbeitete Lötzsch als Mechaniker beim Team NSP
- ab 2013 Trainer beim ESV Lokomotive Zwickau

Ausstellung
Im Cottbuser Menschenrechtszentrum fand Mitte Februar bis 20. März 2018 eine Ausstellung von historischen Dokumenten und Biografien von Insassen des Karl-Marx-Städter Zuchthauses statt, die auch das Leben von Lötzsch beleuchtet und würdigt.

## Ehrungen
- Bundesverdienstkreuz am Bande (5. Oktober 1995)[11]
- Aufnahme in die Hall of Fame des deutschen Sports (2012)
- Chemmy (2013)

## Film
- Sportsfreund Lötzsch, Dokumentarfilm von Sandra Prechtel und Sascha Hilpert, Deutschland 2007, 85 Minuten